# Final Masquerade
«Final Masquerade» (в пер. з англ. «Останній Маскарад») — пісня  американського рок-гурту Linkin Park. Гурт записав пісню у 2014 році для свого шостого студійного альбому The Hunting Party, де вона є одинадцятим треком на альбомі, ставши третім синглом з цього альбому. Пісню спродюсували Майк Шинода, Бред Делсон та співпродюсер Еміль Хейні. Акустична версія пісні вийшла 19 лютого 2015.

## Відеокліп
Офіційний кліп на пісню, вийшов 29 липня 2014, прем'єрою на MTV. Режисером став Марк Пеллінгтон.

## Список композицій
| Digital download | Digital download   | Digital download | Digital download                            | Digital download |
| #                | Назва              | Автор            | Продюсер(и)                                 | Тривалість       |
| ---------------- | ------------------ | ---------------- | ------------------------------------------- | ---------------- |
| 1.               | «Final Masquerade» | Linkin Park      | Майк Шинода , Бред Делсон, Еміль Хейні(co.) | 3:37             |

| CD | CD                       | CD          | CD                                          | CD         |
| #  | Назва                    | Автор       | Продюсер(и)                                 | Тривалість |
| -- | ------------------------ | ----------- | ------------------------------------------- | ---------- |
| 1. | «Final Masquerade»       | Linkin Park | Майк Шинода , Бред Делсон, Еміль Хейні(co.) | 3:37       |
| 2. | «Until It's Gone» (Live) | Linkin Park | Майк Шинода , Бред Делсон                   | 3:50       |

| Promotional single | Promotional single            | Promotional single | Promotional single |
| #                  | Назва                         | Автор              | Тривалість         |
| ------------------ | ----------------------------- | ------------------ | ------------------ |
| 1.                 | «Final Masquerade» (Acoustic) | Linkin Park        | 3:50               |

## Історія релізу
| Регіон    | Дата               | Формат                 | Лейбл                              |
| --------- | ------------------ | ---------------------- | ---------------------------------- |
| Світ      | 10 червня, 2014    | Завантаження музики    | Warner Bros. Records, Machine Shop |
| Індія     | 10 червня, 2014    | Завантаження музики    | Warner Bros.                       |
| Італія    | 1 серпня, 2014     | Contemporary hit radio | Warner Bros. Records               |
| Німеччина | 20 вересня, 2014   | CD сингл               | Warner Bros. Records               |
| США       | 11 листопада, 2014 | Modern rock radio      | Warner Bros., Machine Shop         |
| Світ      | 21 лютого, 2015    | Рекламний сингл        | Warner Bros., Machine Shop         |